# Morti nel 1971/Ottobre
| Questa pagina contiene informazioni ricavate automaticamente dalle voci biografiche con l'ausilio del template Bio e di un bot. L'aggiornamento è periodico e automatico e ricostruisce completamente la pagina. Se manca una persona in questa lista, sei pregato di non aggiungerla, ma accertati piuttosto che la sua voce biografica contenga il template Bio e che i dati anagrafici siano correttamente compilati. Se il template Bio manca, inseriscilo tu stesso o, in alternativa, metti l'avviso {{tmp\|Bio}} che ne segnala la mancanza. Se i dati riportati sono sbagliati, correggi direttamente la voce biografica; le modifiche saranno visibili in questa lista entro pochi giorni. Per chiarimenti vedi il progetto biografie. La lista contiene solo le 94 persone che sono citate nell'enciclopedia e per le quali è stato implementato correttamente il template Bio. Pagina aggiornata al 3 mar 2024. |

- 1º ottobre - Miangul Abdul Wadud, principe indiano (n. 1881)
- 1º ottobre - Giuseppe Tonani, sollevatore e tiratore di fune italiano (n. 1890)
- 1º ottobre - Gioacchino Volpe, storico e politico italiano (n. 1876)
- 2 ottobre - Richard Jackson, ammiraglio statunitense (n. 1866)
- 3 ottobre - Leah Baird, attrice e sceneggiatrice statunitense (n. 1883)
- 3 ottobre - Aldo Castellani, medico e batteriologo italiano (n. 1874)
- 3 ottobre - Lester Germer, fisico statunitense (n. 1896)
- 3 ottobre - Adelaide d'Asburgo-Lorena, principessa austriaca (n. 1914)
- 3 ottobre - Seán Ó Riada, compositore e direttore d'orchestra irlandese (n. 1931)
- 4 ottobre - Alberto Fermín Zubiría, politico uruguaiano (n. 1901)
- 5 ottobre - Ahmet Bilek, lottatore turco (n. 1932)
- 5 ottobre - Giuseppe Fiocco, storico dell'arte e critico d'arte italiano (n. 1884)
- 5 ottobre - Ángel Romo, allenatore di calcio spagnolo (n. 1896)
- 5 ottobre - Vincenzo Visceglia, editore italiano (n. 1903)
- 6 ottobre - Stan McMeekan, cestista britannico (n. 1925)
- 6 ottobre - Viliam Široký, politico cecoslovacco (n. 1902)
- 7 ottobre - Jimmy Gallagher, calciatore scozzese (n. 1901)
- 8 ottobre - Nigel Barrie, attore britannico (n. 1889)
- 8 ottobre - Felix Manthey, ciclista su strada tedesco (n. 1898)
- 8 ottobre - Jan Posteiner, calciatore ungherese (n. 1897)
- 8 ottobre - Harry Steel, lottatore statunitense (n. 1899)
- 8 ottobre - Ramón Villeda Morales, politico honduregno (n. 1908)
- 9 ottobre - David Dawnay, generale inglese (n. 1903)
- 9 ottobre - Leone Gerlin, calciatore italiano (n. 1920)
- 9 ottobre - Angelo Sullam, giurista e attivista italiano (n. 1881)
- 10 ottobre - Christopher Dark, attore statunitense (n. 1920)
- 10 ottobre - Ebe De Paulis, cantante e attrice italiana (n. 1915)
- 11 ottobre - Chester Conklin, attore statunitense (n. 1886)
- 11 ottobre - Maria de Maria, scrittrice e poetessa italiana (n. 1918)
- 11 ottobre - Lewis B. Puller, generale statunitense (n. 1898)
- 11 ottobre - Rudolf Wittkower, storico dell'architettura, storico dell'arte e saggista tedesco (n. 1901)
- 12 ottobre - Dean Acheson, politico statunitense (n. 1893)
- 12 ottobre - Paul Vasseur, pallanuotista e nuotatore francese (n. 1884)
- 12 ottobre - Gene Vincent, cantante e musicista statunitense (n. 1935)
- 13 ottobre - Antonio Bertoli, calciatore e allenatore di calcio italiano (n. 1917)
- 13 ottobre - Philip Fleming, canottiere britannico (n. 1889)
- 13 ottobre - Kemp Malone, storico e filologo statunitense (n. 1889)
- 13 ottobre - Joe Sullivan, pianista e compositore statunitense (n. 1906)
- 13 ottobre - Renato Sacerdoti, dirigente sportivo italiano (n. 1891)
- 14 ottobre - Gioacchino Angelo, compositore e direttore d'orchestra italiano (n. 1899)
- 14 ottobre - Samuel Spewack, drammaturgo, librettista e sceneggiatore russo (n. 1899)
- 15 ottobre - Robert Accard, calciatore francese (n. 1897)
- 15 ottobre - Giovanni Galati, ammiraglio italiano (n. 1897)
- 15 ottobre - Albino Pighi, discobolo e pesista italiano (n. 1903)
- 15 ottobre - Bruno Villabruna, avvocato e politico italiano (n. 1884)
- 16 ottobre - Jules Humbert-Droz, politico, scrittore e giornalista svizzero (n. 1891)
- 16 ottobre - Emilio Pettoruti, pittore argentino (n. 1892)
- 16 ottobre - Róbert Winkler, allenatore di calcio e calciatore ungherese (n. 1900)
- 17 ottobre - Charles Renaux, calciatore francese (n. 1884)
- 17 ottobre - Gaetano Rubinelli, ingegnere italiano (n. 1886)
- 18 ottobre - Aldo Andreani, architetto e scultore italiano (n. 1887)
- 18 ottobre - Oreste Gris, partigiano italiano (n. 1903)
- 18 ottobre - Attilio Masarati, ciclista su strada italiano (n. 1911)
- 19 ottobre - Betty Bronson, attrice statunitense (n. 1906)
- 19 ottobre - Alberto Pirelli, dirigente d'azienda e imprenditore italiano (n. 1882)
- 20 ottobre - Vittorio Ambrosini, militare e giornalista italiano (n. 1893)
- 20 ottobre - Elio Ballesi, politico italiano (n. 1920)
- 20 ottobre - Arthur Mandler, compositore di scacchi cecoslovacco (n. 1891)
- 20 ottobre - Nelson Russell, militare britannico (n. 1897)
- 21 ottobre - Samuel G.F. Brandon, biblista e presbitero britannico (n. 1907)
- 21 ottobre - Étienne Gailly, maratoneta belga (n. 1922)
- 21 ottobre - Raymond Hatton, attore statunitense (n. 1887)
- 21 ottobre - Naoya Shiga, scrittore giapponese (n. 1883)
- 22 ottobre - Werner Dubois, militare tedesco (n. 1913)
- 22 ottobre - Hamilton Alexander Rosskeen Gibb, orientalista e arabista scozzese (n. 1895)
- 22 ottobre - Viktor Havlicek, allenatore di calcio e calciatore austriaco (n. 1914)
- 22 ottobre - József Szerencsés, schermidore ungherese (n. 1934)
- 24 ottobre - Enrico Bianchini, ingegnere italiano (n. 1903)
- 24 ottobre - Chuck Hughes, giocatore di football americano statunitense (n. 1943)
- 24 ottobre - Francesco Napolitano, politico italiano (n. 1907)
- 24 ottobre - Jo Siffert, pilota motociclistico e pilota automobilistico svizzero (n. 1936)
- 24 ottobre - Albino Uggè, statistico italiano (n. 1899)
- 25 ottobre - Michail Kuz'mič Jangel', ingegnere sovietico (n. 1911)
- 25 ottobre - Paul Terry, produttore cinematografico, regista e sceneggiatore statunitense (n. 1887)
- 25 ottobre - Philip Wylie, scrittore e saggista statunitense (n. 1902)
- 26 ottobre - Gian Claudio Gherardini, generale italiano (n. 1895)
- 26 ottobre - Robert Gordon, attore statunitense (n. 1895)
- 27 ottobre - Linda Pini, attrice italiana (n. 1896)
- 27 ottobre - Federico Zardi, drammaturgo, sceneggiatore e giornalista italiano (n. 1912)
- 28 ottobre - Leon Gauchat, cestista statunitense (n. 1921)
- 28 ottobre - Umberto Nordio, architetto italiano (n. 1891)
- 29 ottobre - Duane Allman, chitarrista e cantante statunitense (n. 1946)
- 29 ottobre - Arne Tiselius, biochimico svedese (n. 1902)
- 29 ottobre - Maria Bianca Viviani della Robbia, scrittrice, imprenditrice e filantropa italiana (n. 1884)
- 30 ottobre - Osvald Chlubna, compositore ceco (n. 1893)
- 30 ottobre - Mack Ray Edwards, serial killer statunitense (n. 1918)
- 30 ottobre - Ol'ga Ivanovna Preobraženskaja, attrice e regista sovietica (n. 1881)
- 30 ottobre - Andrej Petrovič Tutyškin, regista cinematografico e attore sovietico (n. 1910)
- 30 ottobre - Gianni Widmer, pioniere dell'aviazione austro-ungarico (n. 1892)
- 31 ottobre - Ugo Levi, linguista e musicista italiano (n. 1878)
- 31 ottobre - Hans Rheinfelder, filologo, linguista e critico letterario tedesco (n. 1898)
- 31 ottobre - Pal Szabó, scrittore ungherese (n. 1893)
- 31 ottobre - Aleksandr Nikolaevič Zajcev, scacchista sovietico (n. 1935)
- 31 ottobre - Gerhard von Rad, teologo tedesco (n. 1901)